# Mabel (sångare)

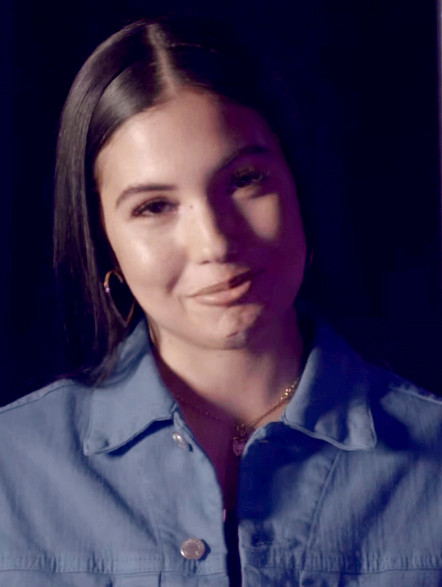
Mabel

Mabel Alabama-Pearl McVey, född 20 februari 1996 i Málaga, mest känd under sitt artistnamn Mabel, är en svensk-brittisk sångare och låtskrivare bosatt i London. 
Hon föddes i Málaga och växte upp i Stockholm som dotter till sångaren och låtskrivaren Neneh Cherry och Cherrys producent Cameron McVey.
Hennes låt "Finders Keepers" nådde 2017 plats åtta på den brittiska singellistan.  2018 nominerades hon i kategorin "Critics' Choice" på Brit Awards  och i kategorin "Årets nykomling" på Grammisgalan . Mabel har nått stora framgångar i Storbritannien, och 2020 blev hon Brit Awards-nominerad till både Female Solo Artist, Best New Artist och Song of the Year med låten "Don't call me up".